# Theta Lyrae
Theta Lyrae (21 Lyrae) é uma estrela na direção da constelação de Lyra. Possui uma ascensão reta de 19h 16m 22.10s e uma declinação de +38° 08′ 01.4″. Sua magnitude aparente é igual a 4.35. Considerando sua distância de 769 anos-luz em relação à Terra, sua magnitude absoluta é igual a −2.51. Pertence à classe espectral K0II.